# Archelaos (filosof)
Archelaos var en antik grekisk filosof av den joniska skolan.
Han var lärjunge till Anaxagoras och mildrade den motsats som hos denne fanns mellan urämnet å ena sidan och formalprincipen å den andra. Den rörande kraften, motsvarande Anaxagoras "nous", skulle nämligen enligt honom utgöras av luften, alltså av något materiellt.